# Världsmästerskapen i friidrott 2017
Världsmästerskapen i friidrott 2017 arrangerades i London i England, Storbritannien 4–13 augusti 2017. Detta var de 16:e mästerskapen och genomfördes på Londons Olympiastadion, samma stadion som friidrotten använde under olympiska sommarspelen 2012. Efter att Rysslands antidopingbyrå avslöjats systematiskt understödja dopning av ryska idrottare fick inte nationen delta i tävlingarna. Men 16 stycken friidrottare fick delta och tävla under neutral flagg. Deras nationalitetsbeteckning var ANA, Authorized Neutral Athletes, ungefär "Auktoriserade Neutrala Idrottare".
Mästerskapen bestod av 48 grenar och för första gången fanns 50 km gång för damer på programmet.
USA blev den mest framgångsrika nationen i mästerskapen med 30 medaljer varav 10 guld. Under tävlingarna gjorde Usain Bolt och Mo Farah sina sista mästerskapslopp i karriären.

## Kandidater
Följande städer sökte:
- Doha, Qatar
- London, Storbritannien

Valet av arrangörsstad gjordes av IAAF den 11 november 2011 under en konferens i Monaco.

## Resultat

### Män

#### Gång- och löpgrenar
| Gren           | Guld                                                                                               | Silver                                                                                           | Brons                                                                                         |
| -------------- | -------------------------------------------------------------------------------------------------- | ------------------------------------------------------------------------------------------------ | --------------------------------------------------------------------------------------------- |
| 100 m          | Justin Gatlin (USA)                                                                                | Christian Coleman (USA)                                                                          | Usain Bolt (JAM)                                                                              |
| 100 m          | 9,92 0SB0                                                                                          | 9,94                                                                                             | 9,95 0SB0                                                                                     |
| 200 m          | Ramil Gulijev (TUR)                                                                                | Wayde van Niekerk (RSA)                                                                          | Jereem Richards (TTO)                                                                         |
| 200 m          | 20,09                                                                                              | 20,11                                                                                            | 20,11                                                                                         |
| 400 m          | Wayde van Niekerk (RSA)                                                                            | Steven Gardiner (BAH)                                                                            | Abdalelah Haroun (QAT)                                                                        |
| 400 m          | 43,98                                                                                              | 44,41                                                                                            | 44,48 0SB0                                                                                    |
| 800 m          | Pierre-Ambroise Bosse (FRA)                                                                        | Adam Kszczot (POL)                                                                               | Kipyegon Bett (KEN)                                                                           |
| 800 m          | 1.44,67 0SB0                                                                                       | 1.44,95 0SB0                                                                                     | 1.45,21                                                                                       |
| 1 500 m        | Elijah Motonei Manangoi (KEN)                                                                      | Timothy Cheruiyot (KEN)                                                                          | Filip Ingebrigtsen (NOR)                                                                      |
| 1 500 m        | 3.33,61                                                                                            | 3.33,99                                                                                          | 3.34,53                                                                                       |
| 5 000 m        | Muktar Edris (ETH)                                                                                 | Mo Farah (GBR)                                                                                   | Paul Chelimo (USA)                                                                            |
| 5 000 m        | 13.32,79                                                                                           | 13.33,22                                                                                         | 13.33,30                                                                                      |
| 10 000 m       | Mo Farah (GBR)                                                                                     | Joshua Kiprui Cheptegei (UGA)                                                                    | Paul Kipngetich Tanui (KEN)                                                                   |
| 10 000 m       | 26.49,51 0VB0                                                                                      | 26.49,94 0PB0                                                                                    | 26.50,60 0SB0                                                                                 |
| Maraton        | Geoffrey Kirui (KEN)                                                                               | Tamirat Tola (ETH)                                                                               | Alphonce Simbu (TAN)                                                                          |
| Maraton        | 2:08.26 0SB0                                                                                       | 2:09.48                                                                                          | 2:09.50                                                                                       |
| 110 m häck     | Omar McLeod (JAM)                                                                                  | Sergej Sjubenkov (ANA)                                                                           | Balázs Baji (HUN)                                                                             |
| 110 m häck     | 13,04                                                                                              | 13,14                                                                                            | 13,28                                                                                         |
| 400 m häck     | Karsten Warholm (NOR)                                                                              | Yasmani Copello (TUR)                                                                            | Kerron Clement (USA)                                                                          |
| 400 m häck     | 48,35                                                                                              | 48,49                                                                                            | 48,52                                                                                         |
| 3 000 m hinder | Conseslus Kipruto (KEN)                                                                            | Soufiane El Bakkali (MAR)                                                                        | Evan Jager (USA)                                                                              |
| 3 000 m hinder | 8.14,12                                                                                            | 8.14,49                                                                                          | 8.15,53                                                                                       |
| 4 × 100 m      | Storbritannien (GBR) Chijindu Ujah Adam Gemili Danny Talbot Nethaneel Mitchell-Blake               | USA (USA) Mike Rodgers Justin Gatlin Jaylen Bacon Christian Coleman Beejay Lee*                  | Japan (JPN) Shuhei Tada Shota Iizuka Yoshihide Kiryu Kenji Fujimitsu Asuka Cambridge*         |
| 4 × 100 m      | 37,47 0VB0                                                                                         | 37,52 0SB0                                                                                       | 38,04 0SB0                                                                                    |
| 4 × 400 m      | Trinidad och Tobago (TTO) Jarrin Solomon Jereem Richards Machel Cedenio Lalonde Gordon Renny Quow* | USA (USA) Wilbert London III Gil Roberts Michael Cherry Fred Kerley Bryshon Nellum* Tony McQuay* | Storbritannien (GBR) Matthew Hudson-Smith Dwayne Cowan Rabah Yousif Martyn Rooney Jack Green* |
| 4 × 400 m      | 2.58,12 0VB0                                                                                       | 2.58,61 0SB0                                                                                     | 2.59,00 0SB0                                                                                  |
| 20 km gång     | Éider Arévalo (COL)                                                                                | Sergej Sjirobokov (ANA)                                                                          | Caio Bonfim (BRA)                                                                             |
| 20 km gång     | 1.18,53 0NR0                                                                                       | 1.18,55                                                                                          | 1.19,04 0NR0                                                                                  |
| 50 km gång     | Yohann Diniz (FRA)                                                                                 | Hirooki Arai (JPN)                                                                               | Kai Kobayashi (JPN)                                                                           |
| 50 km gång     | 3.33,12 0MR0                                                                                       | 3.41,17 0SB0                                                                                     | 3,41,19 0PB0                                                                                  |

#### Teknikgrenar
| Gren       | Guld                     | Silver                | Brons                   |
| Hoppgrenar | Hoppgrenar               | Hoppgrenar            | Hoppgrenar              |
| ---------- | ------------------------ | --------------------- | ----------------------- |
| Längdhopp  | Luvo Manyonga (RSA)      | Jarrion Lawson (USA)  | Rushwahl Samaai (RSA)   |
| Längdhopp  | 8,48 m                   | 8,44 m                | 8,32 m                  |
| Tresteg    | Christian Taylor (USA)   | Will Claye (USA)      | Nelson Évora (POR)      |
| Tresteg    | 17,68 m                  | 17,63 m               | 17,19 m                 |
| Höjdhopp   | Mutaz Essa Barshim (QAT) | Danil Lysenko (ANA)   | Majd Eddin Ghazal (SYR) |
| Höjdhopp   | 2,35 m                   | 2,32 m                | 2,29 m                  |
| Stavhopp   | Sam Kendricks (USA)      | Piotr Lisek (POL)     | Renaud Lavillenie (FRA) |
| Stavhopp   | 5,95 m                   | 5,89 m                | 5,89 m 0SB0             |
| Kastgrenar |                          |                       |                         |
| Kula       | Tomas Walsh (NZL)        | Joe Kovacs (USA)      | Stipe Žunić (CRO)       |
| Kula       | 22,03 m                  | 21,66 m               | 21,46 m                 |
| Diskus     | Andrius Gudžius (LTU)    | Daniel Ståhl (SWE)    | Mason Finley (USA)      |
| Diskus     | 69,21 m 0PB0             | 69,19 m               | 68,03 m 0PB0            |
| Slägga     | Paweł Fajdek (POL)       | Valerij Pronkin (ANA) | Wojciech Nowicki (POL)  |
| Slägga     | 79,81 m                  | 78,16 m               | 78,03 m                 |
| Spjut      | Johannes Vetter (GER)    | Jakub Vadlejch (CZE)  | Petr Frydrych (CZE)     |
| Spjut      | 89,89 m                  | 89,73 m 0PB0          | 88,32 m 0PB0            |
| Mångkamp   |                          |                       |                         |
| Tiokamp    | Kévin Mayer (FRA)        | Rico Freimuth (GER)   | Kai Kazmirek (GER)      |
| Tiokamp    | 8 768 0VB0               | 8 564                 | 8 488 0SB0              |

### Kvinnor

#### Gång- och löpgrenar
| Gren           | Guld                                                                                                   | Silver                                                                                          | Brons |
| -------------- | --- | ----------------------------------------------------------------------------------------------- | --- |
| 100 m          | Tori Bowie (USA)                                                                                       | Marie-Josée Ta Lou (CIV)                                                                        | Dafne Schippers (NED)                                                                                                   |
| 100 m          | 10,85 0SB0                                                                                             | 10,86 0PB0                                                                                      | 10,96 |
| 200 m          | Dafne Schippers (NED)                                                                                  | Marie-Josée Ta Lou (CIV)                                                                        | Shaunae Miller-Uibo (BAH)                                                                                               |
| 200 m          | 22,05 0SB0                                                                                             | 22,08 0NR0                                                                                      | 22,15 |
| 400 m          | Phyllis Francis (USA)                                                                                  | Salwa Eid Naser (BHR)                                                                           | Allyson Felix (USA) |
| 400 m          | 49,92 0PB0                                                                                             | 50,06 0NR0                                                                                      | 50,08 |
| 800 m          | Caster Semenya (RSA)                                                                                   | Francine Niyonsaba (BDI)                                                                        | Ajeé Wilson (USA) |
| 800 m          | 1.55,16 0VB0                                                                                           | 1.55,92                                                                                         | 1.56,65 |
| 1 500 m        | Faith Kipyegon (KEN)                                                                                   | Jennifer Simpson (USA)                                                                          | Caster Semenya (RSA) |
| 1 500 m        | 4.02,59                                                                                                | 4.02,76                                                                                         | 4.02,90 |
| 5 000 m        | Hellen Onsando Obiri (KEN)                                                                             | Almaz Ayana (ETH)                                                                               | Sifan Hassan (NED) |
| 5 000 m        | 14.34,86                                                                                               | 14.40,35 0SB0                                                                                   | 14.42,73 |
| 10 000 m       | Almaz Ayana (ETH)                                                                                      | Tirunesh Dibaba (ETH)                                                                           | Agnes Jebet Tirop (KEN)                                                                                                 |
| 10 000 m       | 30.16,32 0VB0                                                                                          | 31.02,69 0SB0                                                                                   | 31.03,50 0PB0 |
| Maraton        | Rose Chelimo (BHR)                                                                                     | Edna Ngeringwony Kiplagat (KEN)                                                                 | Amy Cragg (USA) |
| Maraton        | 2:27.11 0SB0                                                                                           | 2:27.18 0SB0                                                                                    | 2:27.18 0SB0 |
| 100 m häck     | Sally Pearson (AUS)                                                                                    | Dawn Harper-Nelson (USA)                                                                        | Pamela Dutkiewicz (GER)                                                                                                 |
| 100 m häck     | 12,59                                                                                                  | 12,63 0SB0                                                                                      | 12,72 |
| 400 m häck     | Kori Carter (USA)                                                                                      | Dalilah Muhammad (USA)                                                                          | Ristananna Tracey (JAM)                                                                                                 |
| 400 m häck     | 53,07                                                                                                  | 53,50                                                                                           | 53,74 0PB0 |
| 3 000 m hinder | Emma Coburn (USA)                                                                                      | Courtney Frerichs (USA)                                                                         | Hyvin Kiyeng Jepkemoi (KEN)                                                                                             |
| 3 000 m hinder | 9.02,58 0MR0                                                                                           | 9.03,77 0PB0                                                                                    | 9.04,03 |
| 4 × 100 m      | USA (USA) Aaliyah Brown Allyson Felix Morolake Akinosun Tori Bowie Ariana Washington*                  | Storbritannien (GBR) Asha Philip Desirèe Henry Dina Asher-Smith Daryll Neita                    | Jamaica (JAM) Jura Levy Natasha Morrison Simone Facey Sashalee Forbes Christania Williams*                              |
| 4 × 100 m      | 41,82 0VB0                                                                                             | 42,12                                                                                           | 42,19 0SB0 |
| 4 × 400 m      | USA (USA) Quanera Hayes Allyson Felix Shakima Wimbley Phyllis Francis Kendall Ellis* Natasha Hastings* | Storbritannien (GBR) Zoey Clark Laviai Nielsen Eilidh Doyle Emily Diamond Perri Shakes-Drayton* | Polen (POL) Małgorzata Hołub Iga Baumgart Aleksandra Gaworska Justyna Święty Patrycja Wyciszkiewicz* Martyna Dąbrowska* |
| 4 × 400 m      | 3.19,02 0VB0                                                                                           | 3.25,00                                                                                         | 3.25,41 0SB0 |
| 20 km gång     | Yang Jiayu (CHN)                                                                                       | María Guadalupe González (MEX)                                                                  | Antonella Palmisano (ITA)                                                                                               |
| 20 km gång     | 1.26,18 0PB0                                                                                           | 1.26,19 0SB0                                                                                    | 1.26,36 0PB0 |
| 50 km gång     | Inês Henriques (POR)                                                                                   | Hang Yin (CHN)                                                                                  | Yang Shuqing (CHN) |
| 50 km gång     | 4.05,56 0VR0                                                                                           | 4.08,58 0AR0                                                                                    | 4.20,49 0PB0 |

#### Teknikgrenar
| Gren       | Guld                      | Silver                  | Brons                                              |
| Hoppgrenar | Hoppgrenar                | Hoppgrenar              | Hoppgrenar                                         |
| ---------- | ------------------------- | ----------------------- | -------------------------------------------------- |
| Längdhopp  | Brittney Reese (USA)      | Darja Klisjina (ANA)    | Tianna Bartoletta (USA)                            |
| Längdhopp  | 7,02 m                    | 7,00 m 0SB0             | 6,97 m                                             |
| Tresteg    | Yulimar Rojas (VEN)       | Caterine Ibargüen (COL) | Olga Rypakova (KAZ)                                |
| Tresteg    | 14,91 m                   | 14,89 m 0SB0            | 14,77 m 0SB0                                       |
| Höjdhopp   | Marija Lasitskene (ANA)   | Julija Levtjenko (UKR)  | Kamila Lićwinko (POL)                              |
| Höjdhopp   | 2,03 m                    | 2,01 m 0PB0             | 1,99 m 0SB0                                        |
| Stavhopp   | Ekaterini Stefanidi (GRE) | Sandi Morris (USA)      | Robeilys Peinado (VEN) 0NR0 · Yarisley Silva (CUB) |
| Stavhopp   | 4,91 m 0VB0               | 4,75 m                  | 4,65 m                                             |
| Kastgrenar |                           |                         |                                                    |
| Kula       | Gong Lijiao (CHN)         | Anita Márton (HUN)      | Michelle Carter (USA)                              |
| Kula       | 19,94 m                   | 19,49 m                 | 19,14 m                                            |
| Diskus     | Sandra Perković (CRO)     | Dani Stevens (AUS)      | Mélina Robert-Michon (FRA)                         |
| Diskus     | 70,31                     | 69,64 0AR0              | 66,21 0SB0                                         |
| Slägga     | Anita Włodarczyk (POL)    | Wang Zheng (CHN)        | Malwina Kopron (POL)                               |
| Slägga     | 77,90 m                   | 75,98 m                 | 74,76 m                                            |
| Spjut      | Barbora Špotáková (CZE)   | Li Lingwei (CHN)        | Lü Huihui (CHN)                                    |
| Spjut      | 66,76 m                   | 66,25 m 0PB0            | 65,26 m                                            |
| Mångkamp   |                           |                         |                                                    |
| Sjukamp    | Nafissatou Thiam (BEL)    | Carolin Schäfer (GER)   | Anouk Vetter (NED)                                 |
| Sjukamp    | 6 784                     | 6 696                   | 6 636 0NR0                                         |

## Medaljtabell[4]
| Pl.   | Nation                           | Guld | Silver | Brons | Totalt |
| ----- | -------------------------------- | ---- | ------ | ----- | ------ |
| 1     | USA                              | 10   | 11     | 9     | 30     |
| 2     | Kenya                            | 5    | 2      | 4     | 11     |
| 3     | Sydafrika                        | 3    | 1      | 2     | 6      |
| 4     | Frankrike                        | 3    | 0      | 2     | 5      |
| 5     | Kina                             | 2    | 3      | 2     | 7      |
| 6     | Storbritannien                   | 2    | 3      | 1     | 6      |
| 7     | Etiopien                         | 2    | 3      | 0     | 5      |
| 8     | Polen                            | 2    | 2      | 4     | 8      |
| 9     | Auktoriserade Neutrala Idrottare | 1    | 5      | 0     | 6      |
| 10    | Tyskland                         | 1    | 2      | 2     | 5      |
| 11    | Tjeckien                         | 1    | 1      | 1     | 3      |
| 12    | Colombia                         | 1    | 1      | 0     | 2      |
| 12    | Bahrain                          | 1    | 1      | 0     | 2      |
| 12    | Turkiet                          | 1    | 1      | 0     | 2      |
| 12    | Australien                       | 1    | 1      | 0     | 2      |
| 16    | Nederländerna                    | 1    | 0      | 3     | 4      |
| 16    | Jamaica                          | 1    | 0      | 3     | 4      |
| 18    | Portugal                         | 1    | 0      | 1     | 2      |
| 18    | Kroatien                         | 1    | 0      | 1     | 2      |
| 18    | Qatar                            | 1    | 0      | 1     | 2      |
| 18    | Venezuela                        | 1    | 0      | 1     | 2      |
| 18    | Norge                            | 1    | 0      | 1     | 2      |
| 18    | Trinidad och Tobago              | 1    | 0      | 1     | 2      |
| 24    | Belgien                          | 1    | 0      | 0     | 1      |
| 24    | Grekland                         | 1    | 0      | 0     | 1      |
| 24    | Nya Zeeland                      | 1    | 0      | 0     | 1      |
| 24    | Litauen                          | 1    | 0      | 0     | 1      |
| 28    | Elfenbenskusten                  | 0    | 2      | 0     | 2      |
| 29    | Japan                            | 0    | 1      | 2     | 3      |
| 30    | Bahamas                          | 0    | 1      | 1     | 2      |
| 30    | Ungern                           | 0    | 1      | 1     | 2      |
| 32    | Ukraina                          | 0    | 1      | 0     | 1      |
| 32    | Uganda                           | 0    | 1      | 0     | 1      |
| 32    | Sverige                          | 0    | 1      | 0     | 1      |
| 32    | Mexiko                           | 0    | 1      | 0     | 1      |
| 32    | Burundi                          | 0    | 1      | 0     | 1      |
| 32    | Marocko                          | 0    | 1      | 0     | 1      |
| 38    | Syrien                           | 0    | 0      | 1     | 1      |
| 38    | Italien                          | 0    | 0      | 1     | 1      |
| 38    | Tanzania                         | 0    | 0      | 1     | 1      |
| 38    | Kuba                             | 0    | 0      | 1     | 1      |
| 38    | Kazakstan                        | 0    | 0      | 1     | 1      |
| 38    | Brasilien                        | 0    | 0      | 1     | 1      |
| Total | Total                            | 48   | 48     | 49    | 145    |